# Колотовкин, Иван Флавианович
Ива́н Флавианович Колотовкин (26 сентября [8 октября] 1878, Берёзовский, Пермская губерния — 28 мая 1922, Екатеринбург) — российский и советский писатель-прозаик и журналист. Печатался под псевдонимом «А. Перелётный».

## Биография
Родился в 1878 году в посёлке Берёзовского завода в семье служащего заводской конторы. В 1898 году окончил Екатеринбургское горное училище. В 1899 году поступил на службу в контору Исовских приисков. В этом же году начал публиковать очерки и фельетоны в уральской прессе. Первые рассказы Колотовкина, публиковавшиеся в газете «Урал», были посвящены природе Северного Урала и быту приисковых paбочих.
С 1901 публиковал pacсказы, очерки, стихи, фельетоны в газете «Уральская жизнь». В 1905—1906 годах работал конторщиком в компании Зингeр. В 1906 году в Москве сдал экзамен, получив звание учителя, после чего вернулся в Екатеринбург, где стал заниматься литературной деятельностью. В 1906—1911 годах публиковал работы в газете «Уральский край», в 1908—1911 годах — в иллюстрированном приложении к этой газете «Заря жизни», в 1906—1916 годах — в челябинских газетах «Голос Приуралья» и «Приуралье», в 1910—1919 годах — в екатеринбургском журнале «Уральское хозяйство», в 1914—1918 годах — в пермском журнале «Известия потребителей». В 1916—1917 годах работал редактором журнала «Известия потребителей». С 1918 года был членом екатеринбургского общества литераторов «Синь-Камень».
Скончался 28 мая 1922 года в Екатеринбурге.
За всю историю литературной деятельности И. Ф. Колотовкин опубликовал более 200 своих произведений.